# Йеремия Охридски
Йеремия е православен духовник, охридски архиепископ около 1763 година.
Сведенията за архиепископ Йеремия са изключително оскъдни. Той наследява на охридската катедра Кирил, който през 1762 година е изпратен на заточение. Самият Йеремия умира не по-късно от май 1763 година.